# Adelphicos daryi
Adelphicos daryi (риюча змія Дарі) — вид змій родини полозових (Colubridae). Ендемік Гватемали. Вид названий на честь гватемальського біолога Маріо Дарі Рівери (1928-1981).

## Поширення і екологія
Риючі змії Дарі мешкають в горах Гватемальского нагір'я, на південний схід від міста Гватемала. Вони живуть в сосново-дубових лісах, на узліссях та на кавових плантаціях. Зустрічаються на висоті від 1300 до 2135 м над рівнем моря. Ведуть наземний, риючий, переважно нічний спосіб життя.

## Збереження
МСОП класифікує цей вид як такий, що перебуває під загрозою зникнення. Adelphicos daryi загрожує знищення природного середовища.